# Iuri Ielkhov
Iuri Aleksandrovitx Ielkhov (Юрий Александрович Елхов, Moscou, 7 de desembre de 1940) és un director de fotografia rus i soviètic.
Es va graduar a l'Escola d'Operadors de Càmera a l'Institut Estatal de Cinematografia de Tota la Unió. El 1970 va començar a treballar com a càmera als estudis Belarusfilm de Minsk, i després com a director de fotografia i guionista. Hi va participar en més de 50 llargmetratges i documentals, entre els quals destaca Otstupnik (1987), que li va valer el Premi a la millor fotografia al XXI Festival Internacional de Cinema Fantàstic de Sitges. Posteriorment va crear un estudi de cinema independent "Produiserski Xentr Universe"

## Filmografia selecta
- Marinka, Ianka i taini korolevskogo zamka (1977)
- U voini ne jenskoe litso (Minisèrie, 1981-1984)
- Etot negodiai Sidorov (1983)
- Kultpokhod v teatr (1984)
- Dvoe na ostrove slioz (1986)
- Otstupnik (1987)
- Naix bronepoiezd (1989)
- Koixkodrav Silver (1989)
- Superment (1990)
- Anomalia (1993)
- Sin za ottsa... (1995)
- Adel (2008)